# باشگاه فوتبال دوردرخت
باشگاه فوتبال دوردرخت (انگلیسی: FC Dordrecht) یک باشگاه فوتبال مستقر در دوردرخت، هلند جنوبی، هلند است که در حال حاضر در لیگ دسته اول فوتبال هلند، دومین سطح لیگ فوتبال در این کشور به فعالیت می‌پردازد.
آن‌ها بازی‌های خانگی خود را در ورزشگاه کمدیک، مستقر در دوردرخت انجام می‌دهند که به اندازه ۴۲۳۵ صندلی گنجایش پذیرش تماشاگر دارد.

## تاریخچه

### ۲۰۰۲–حال: باشگاه فوتبال دوردرخت

#### تغییرات مدیریتی
در سال ۲۰۰۲، نام باشگاه تغییر کرد و به نام قبلی خود از ۱۹۷۲ تا ۱۹۷۹ یعنی باشگاه فوتبال دوردرخت بازگشت که همچنان نام فعلی آن است. برای چندین سال، دوردرخت یکی از باشگاه‌هایی بود که کمترین میانگین حضور تماشاگر را در بین تمام تیم‌های حرفه‌ای هلند داشت.
در پایان فصل ۲۰۰۲–۰۳، زمانی که باشگاه فوتبال دوردرخت در انتهای جدول ارسته دیویسه قرار گرفت، درکس از سمت خود به عنوان رئیس استعفا داد و آد هایسمان جای او را گرفت. هایسمان پیش از این رئیس DFC بود، باشگاهی که باشگاه فوتبال دوردرخت از آنجا شکل گرفته بود و به نوعی خاستگاه دوردرخت محسوب می‌شد. بازیکن سابق تیم، مارکو بوگرز به عنوان مدیر فنی منصوب شد.
پس از چندین سال کم‌فروغ، دوردرخت به آرامی از بحران ورزشی خود خارج شد و در سال‌های ۲۰۰۹ و ۲۰۱۰، سرمربی گرت کرویس تیم را به حضور در پلی‌آف‌های صعود هدایت کرد.
با مارکو بوگرز به عنوان مدیر فنی باشگاه، یک مسیر جدید آغاز شد. به دلیل نتایج مالی ناامیدکننده، بودجه بازیکنان به ۵٫۵ هزار یورو کاهش یافت. باشگاه فوتبال دوردرخت سپس همکاری با باشگاه اردیویژه باشگاه فوتبال ادو دن هاخ را آغاز کرد که طبق توافق، دن هاخ بازیکنانی را با قراردادهای قرضی یک‌ساله به دوردرخت می‌داد، از جمله می‌توان به تام بویگلسدیک، جیوانی کورت و سانتی هولست اشاره کرد. بوگرز همچنین توانست بازیکنان بااستعدادی از سایر باشگاه‌ها جذب کند، از جمله می‌توان از یوریس ون آوریم، ماروین پیرسمن و جعفر آریاس نام برد.

#### اردیویژه ۲۰۱۴–۱۵
در ۱۸ مه ۲۰۱۴، دوردرخت برای اولین بار پس از ۱۹ سال به اردیویژه صعود کرد، پس از پیروزی ۳–۱ بر باشگاه فوتبال اسپارتا روتردام در بازی برگشت فینال پلی‌آف صعودشان قطعی شد. بازی رفت نیز با نتیجه ۲–۲ به پایان رسیده بود. به زودی پس از آن، سرمربی هری فن دن هام اعلام کرد که باشگاه را ترک خواهد کرد تا به کادر مربیگری باشگاه فوتبال اوترخت بپیوندد. در اردیویژه، دوردرخت اولین بازی خود را مقابل باشگاه ورزشی هیرنفین با پیروزی آغاز کرد، اما در آخرین روز مسابقات به دلیل پیروزی باشگاه فوتبال گو اهد ایگلز در بازی خارج از خانه مقابل باشگاه فوتبال فاینورد به سقوط دچار شد. رئیس آد هایسمان در پایان مارس ۲۰۱۵ استعفا داد و مدیر جدید، سز وان در پول جای او را گرفت. پس از سقوط در سال ۲۰۱۵، تقریباً تمام بازیکنان اصلی تیم را ترک کردند. یک تیم تقریباً کاملاً جدید به خدمت گرفته شد، از جمله بازیکنان بااستعداد از سایر باشگاه‌های هلندی مانند آلوین دانیلز، یرون لومو و جعفر آریاس، و بازیکنانی با تجربه نیز نظیر گرت آرند روورد به تیم اضافه شدند.

#### ارسته دیویسه از ۲۰۱۵
در فصل ۲۰۱۵–۱۶، باشگاه دوباره به ارسته دیویسه بازگشت و در جایگاه ناامیدکننده چهاردهم قرار گرفت. در فصل بعد، یک تیم کاملاً جدید پس از خروج بسیاری از بازیکنان تشکیل شد. در نیمه فصل، مشخص شد که این فصل می‌تواند حتی ناامیدکننده‌تر از فصل قبل باشد. دوردرخت در انتهای جدول قرار داشت و با خطر سقوط به توئید ویسه مواجه بودند. درست قبل از پایان فصل، مسابقه‌ای بین دو تیم انتهایی، آچیلیس ۲۹ و دوردرخت برگزار شد که با نتیجه ۲–۲ به پایان رسید و دوردرخت در جایگاه نوزدهم باقی ماند و از سقوط نجات یافت. بعداً از آچیلیس ۲۹ به دلیل مشکلات مالی امتیازاتی کسر شد، بنابراین دوردرخت در نهایت نجات یافت و توانست به فعالیت‌های فوتبال حرفه‌ای خود ادامه دهد.
تعداد زیادی بازیکن دوباره قبل از فصل ۲۰۱۸–۲۰۱۷ جذب تیم شدند و به زودی مشخص شد که دوردرخت از فصل ناامیدکننده قبلی بازخواهد گشت. این باشگاه در نیمه اول فصل عملکرد خوبی نداشت، اما پس از تعطیلات زمستانی، تیم یک رشته پیروزی قوی را به دست آورد. این امر باعث شد که دوردرخت در ۱۲ مارس ۲۰۱۸ پس از پیروزی ۱–۰ بر باشگاه فوتبال والویک به عنوان قهرمان دوره شناخته شود. بدین ترتیب، باشگاه برای پلی‌آف‌های صعود به اردیویژه واجد شرایط شد. در پلی‌آف‌ها، دوردرخت در دور اول با باشگاه فوتبال کامبور مواجه شد. در بازی خانگی، آن‌ها با نتیجه ۱–۴ شکست خوردند، اما در بازی برگشت، دوردرخت عملکرد قوی از خود نشان داد و در لیوواردن با نتیجه ۱–۴ پیروز شد و در نهایت پس از ضربات پنالتی به مرحله بعدی صعود کرد. در نیمه‌نهایی پلی‌آف‌ها، باشگاه فوتبال اسپارتا روتردام منتظر دوردرخت بود. بازی اول در خانه با نتیجه ۱–۲ باخت و در بازی برگشت در اسپارتا استادیوم هت کستل، دوردرخت در نیمه اول ۰–۲ پیش افتاد؛ که برای رسیدن به فینال کافی بود، اما در نیمه دوم برتری خود را از دست داد و بازی با نتیجه ۲–۲ به پایان رسید. این به پایان روند صعود آن‌ها بود و دوردرخت در سطح دوم باقی ماند.
این باشگاه سیاست جدیدی را برای جذب بازیکنان با قراردادهای بلندمدت قبل از فصل ۲۰۱۸–۱۹ معرفی کرد، که به این معنی بود که باشگاه‌های دیگر باید هزینه‌های انتقال بیشتری را برای متقاعد کردن دوردرخت به فروش پرداخت کنند. با این حال، مانند فصل قبلی، دوردرخت رقابت را به‌طور ضعیف آغاز کرد و در اواسط نوامبر در آخرین جایگاه قرار داشت. به همین دلیل، سرمربی ژرارد دی نویر اخراج شد. پس از اینکه دستیار دی نویر، اسکات کالدروود به عنوان مربی موقت تا تعطیلات زمستانی منصوب شد و سپس باشگاه را ترک کرد و بعد کلودیو براگا به عنوان سرمربی جدید منصوب شد. دوردرخت همچنین با باشگاه فوتبال فاینورد و باشگاه انگلیسی نوریچ همکاری‌هایی برقرار کرد. در تعطیلات زمستانی، تیم با ورود جوئل زوارتس، کریسنسیو سامرویل و یاری شورمن بهبود کیفیت پیدا کرد. دومی حتی قرارداد دائمی سه‌ساله‌ای با شاپکاپن امضا کرد. تحت نظر سرمربی جدید و با تیمی که با بازیکنان قرضی جدید تقویت شده بود، دوردرخت در نیمه دوم فصل بهتر عمل کرد و از جمله بر باشگاه فوتبال توئنته که قهرمان نهایی فصل بود، پیروز شد. دوردرخت رقابت را در جایگاه هفدهم به پایان رساند و فصل بعد را با تعدادی قرضی جدید آغاز کرد.